# Partido del Trabajo (México)
El Partido del Trabajo (PT) es un partido político de México, fundado el 8 de diciembre de 1990. Es un partido de izquierda que cuenta con el apoyo de diversos sectores populares, regionales e internacionales. Su lema es «Unidad Nacional, ¡Todo el poder al Pueblo!».
En las elecciones presidenciales de 2024, fue la sexta fuerza política nacional, recibiendo el 6.46 % de los votos emitidos. Dentro de la LXVI legislatura del Congreso de la Unión tiene 49 diputados federales y 6 senadores de la República.
La plataforma partidaria actual pretende fortalecer el federalismo, la descentralización de funciones del gobierno federal y seguir impulsando la llamada 4T. Promueve una economía mixta, alejándose del neoliberalismo. Promueve una reforma al Poder Judicial para que los ministros sean elegidos a través del voto popular. En educación, buscan integrar a organizaciones de izquierda, socialistas y progresistas con el fin de reestructurar el sistema educativo. Respecto a la política internacional, busca impulsar el latinoamericanismo, a través de la relación con la Comunidad de Estados Latinoamericanos y Caribeños; además, reconocer oficialmente al Estado de Palestina.

## Historia

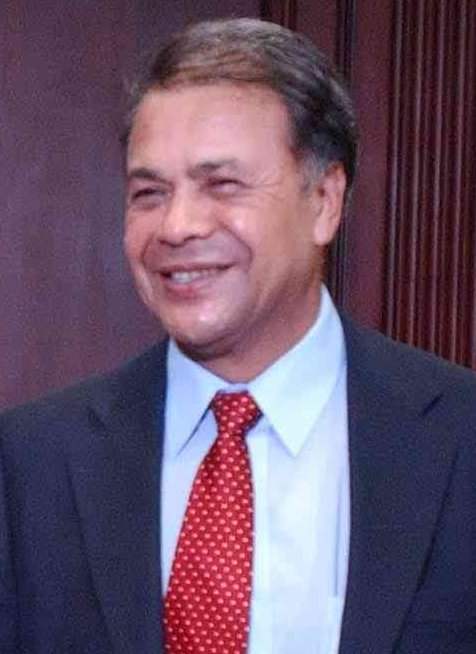
Alberto Anaya, uno de los directivos del PT.

### Fundación
El PT nace luego de la coordinación de diversas organizaciones sociales como los Comité de Defensa Popular de Chihuahua y el Comité de Defensa Popular de Durango, el Frente Popular de Lucha de Zacatecas, el Frente Popular «Tierra y Libertad» de Monterrey, la Unión Nacional de Trabajadores Agrícolas (UNTA), la Coordinadora Nacional «Plan de Ayala» y el Movimiento Magisterial Independiente.
El 8 de diciembre de 1990 es fundado el PT en el Auditorio del Plan Sexenal de Ciudad de México, participando en las elecciones de 1991, en donde al no lograr la votación suficiente perdió su registro.
De inmediato se inició una campaña para realizar una serie de asambleas en por lo menos 20 Estados, con el objetivo de recuperar el registro, y esto se logró el 13 de enero de 1992, cuando por resolución del Instituto Federal Electoral otorgó el registro definitivo. Ello permitió que el Partido del Trabajo participara en las elecciones presidenciales realizadas en agosto de 1994, postulando como candidata a Cecilia Soto, donde obtuvo una votación de casi un millón de sufragios emitidos en todo el país.

### Elecciones
El PT ha participado en doce procesos electorales federales: 1991, 1994, 1997, 2000, 2003, 2006, 2009, 2012, 2015, 2018, 2021 y 2024.

#### 1991
El PT participó por primera vez en las elecciones federales de 1991, donde no alcanzó el 1.5% de la votación, que era el porcentaje mínimo necesario para obtener su registro definitivo. Por tal motivo, iniciaron una campaña que realizó una serie de asambleas en 20 estados, con el objetivo de recuperar el registro, lo que lograron el 13 de enero de 1992, cuando por resolución del Instituto Federal Electoral les otorgó el registro definitivo.

#### 1994
En las elecciones de 1994 obtuvieron cerca de un millón de votos (más del 4%), lo que garantizó el acceso a la Cámara de Diputados y formar parte de la LVI Legislatura. Esto permitió al PT contar con 10 diputados, todos de representación proporcional y la mayoría de ellos dirigentes de organizaciones sociales de los estados de Nuevo León, Durango, Veracruz, Zacatecas, el Distrito Federal y Jalisco; dos son resultado de alianzas políticas del Partido, que así reconoce, en la práctica, la necesidad de sumar fuerzas a la lucha por desbancar al PRI de la presidencia de México. Su candidata presidencial fue Cecilia Soto.

#### 1997
Las elecciones legislativas de 1997 marcaron un hito en la historia moderna de México, El PT obtuvo 1 senador, con 745,279 votos para los senadores un 2.54%, obtuvo 7 diputados con 756,125 votos proporcionales para los diputados un 2.51%, con esto el Partido del Trabajo logró consolidar una base de apoyo, que aunque minoritaria, les dio una fuerza real y los convirtió en un partido cuyos votos podían ayudar los partidos mayores a formar mayorías.

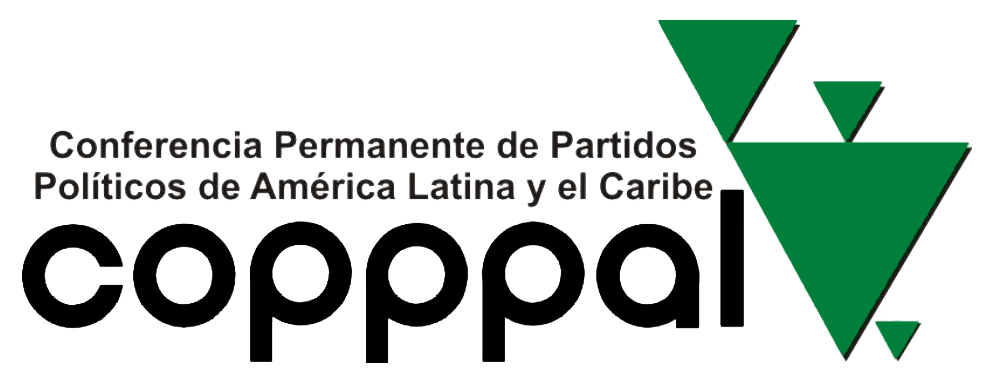

#### 2000
En las elecciones presidenciales de 2000 formó alianza con otros partidos políticos, siendo el más prominente de ellos el PRD, para crear la Alianza por México, que postuló a Cuauhtémoc Cárdenas como candidato a la presidencia del país. Cárdenas quedó tercero en la elección, detrás del triunfador Vicente Fox y de Francisco Labastida. En ese mismo año, apoyó la candidatura de Andrés Manuel López Obrador al gobierno del Distrito Federal, que resultó vencedora en los comicios locales.

#### 2003
En las elecciones intermedias de 2003, donde se eligió al Congreso, el PT, sin alianzas, obtuvo poco más del 2% de la votación, apenas suficiente para mantener su registro a nivel nacional. El partido ha visto decrecer las preferencias electorales a su favor, y dejó de ser la cuarta fuerza política del país cediendo su lugar al Partido Verde Ecologista de México.

#### 2006
En las elecciones de 2006 participó en la coalición Por el Bien de Todos conformada por el PRD, PT y Convergencia.
En el Congreso de la Unión, el PT rechazó las reformas energéticas del expresidente Vicente Fox, así como el aumento al IVA a alimentos y medicinas, las propuestas neoliberales del PRI y el PAN, y estuvo en contra del desafuero de Andrés Manuel López Obrador.

#### 2012
Cuenta con 15 diputados y 5 senadores, convirtiéndolo así en la sexta posición parlamentaria.

#### 2015
Consigue seis diputados federales por mayoría relativa en coalición con el PRD, en la llamada Izquierda Progresista. Pero, el Partido del Trabajo empieza proceso de disolución al no alcanzar el 3% de los votos, requerido por la ley en las elecciones del 2015. El TEPJF dio visto bueno al Consejo General del Instituto Nacional Electoral para retirarle su registro como partido político nacional. En la resolución votada el día 7 de noviembre, los consejeros del INE votaron por mayoría retirarle el registro al Partido del Trabajo, sin embargo fuentes del partido informaron que impugnarían una vez más dicha resolución.
Con la anulación de la elección del distrito I en Aguascalientes, los partidos Movimiento Ciudadano y de la Revolución Democrática acordaron respaldar al Partido de Trabajo para lograr los votos necesarios mantener su registro como partido político nacional. Tras el conteo distrital el Partido del Trabajo logró acumular los votos necesarios para mantener el registro como partido por lo que el Consejo General del Instituto Nacional Electoral le restituyó sus derechos.

## Resultados electorales

### Presidencia de la República
|  | 2.75 % |

|  | 12.02 % |

|  | 35.29 % |

|  | 5.18 % |

|  | 31.57 % |

|  | 6.0 % |

|  | 53.19 % |

|  | 6.45 % |

|  | 59.75 % |

### Cámara de Diputados
| Elección | Distrito                                    | Distrito                                    | República                                   | República                                   | Escaños | Mayoría relativa | Repr. proporcional | /  | Posición           | Presidencia                 |
| Elección | votos                                       | %                                           | votos                                       | %                                           | Escaños | Mayoría relativa | Repr. proporcional | /  | Posición           | Presidencia                 |
| -------- | ------------------------------------------- | ------------------------------------------- | ------------------------------------------- | ------------------------------------------- | ------- | ---------------- | ------------------ | -- | ------------------ | --------------------------- |
| 1994     | 896 426                                     | 2.7                                         | 909 251                                     | 2.7                                         | 10/500  | 0                | 10                 | 10 | Minoría            | Ernesto Zedillo             |
| 1997     | 748 869                                     | 2.6                                         | 756 125                                     | 2.6                                         | 7/500   | -                | -                  | 3  | Minoría            | Ernesto Zedillo             |
| 2000     | Véase: Partido de la Revolución Democrática | Véase: Partido de la Revolución Democrática | Véase: Partido de la Revolución Democrática | Véase: Partido de la Revolución Democrática | 7/500   | -                | -                  | 0  | Minoría            | Vicente Fox                 |
| 2003     | 640 724                                     | 2.5                                         | 642 290                                     | 2.5                                         | 6/500   | 0                | 6                  | 1  | Minoría            | Vicente Fox                 |
| 2006     | Véase: Partido de la Revolución Democrática | Véase: Partido de la Revolución Democrática | Véase: Partido de la Revolución Democrática | Véase: Partido de la Revolución Democrática | 16/500  | -                | -                  | 10 | Minoría            | Felipe Calderón             |
| 2009     | 1 264 210                                   | 3.7                                         | 1 268 125                                   | 3.7                                         | 14/500  | -                | -                  | 2  | Minoría            | Felipe Calderón             |
| 2012     | 77 233                                      | 0.01                                        | 2 219 228                                   | 4.55                                        | 15/500  | 5                | 10                 | 1  | Minoría            | Enrique Peña Nieto          |
| 2015     | 665 597                                     | 1.76                                        | 1 134 439                                   | 2.84                                        | 6/500   | 0                | 0                  | 15 | Extraparlamentario | Enrique Peña Nieto          |
| 2018     |                                             |                                             | 2 211 753                                   | 3.92                                        | 61/500  |                  |                    | 25 | Minoría            | Andrés Manuel López Obrador |
| 2021     | 4,585                                       | 1.93                                        | 1 543 909                                   | 3.25                                        | 37/500  | 30               | 7                  | 24 | Minoría            | Andrés Manuel López Obrador |
| 2024     |                                             |                                             | 3,254,718                                   | 5.47                                        | 51/500  | 38               | 13                 | 14 | Minoría            | Claudia Sheinbaum Pardo     |

### Senado de la República
| Elección | Distrito                                    | Distrito                                    | República                                   | República                                   | Escaños | Mayoría relativa | Repr. proporcional | /           | Posición | Presidencia                 |
| Elección | votos                                       | %                                           | votos                                       | %                                           | Escaños | Mayoría relativa | Repr. proporcional | /           | Posición | Presidencia                 |
| -------- | ------------------------------------------- | ------------------------------------------- | ------------------------------------------- | ------------------------------------------- | ------- | ---------------- | ------------------ | ----------- | -------- | --------------------------- |
| 1994     | -                                           | -                                           | 977 072                                     | 2.9%                                        | 0/128   | -                | -                  |             | Minoría  | Ernesto Zedillo             |
| 1997     | 748 869                                     | 2.6%                                        | 745 881                                     | 2.6%                                        | 1/128   | 0                | 1                  | 1           | Minoría  | Ernesto Zedillo             |
| 2000     | Véase: Partido de la Revolución Democrática | Véase: Partido de la Revolución Democrática | Véase: Partido de la Revolución Democrática | Véase: Partido de la Revolución Democrática | 1/128   | 1                | 0                  | 0           | Minoría  | Vicente Fox                 |
| 2006     | Véase: Partido de la Revolución Democrática | Véase: Partido de la Revolución Democrática | Véase: Partido de la Revolución Democrática | Véase: Partido de la Revolución Democrática | 5/128   | 0                | 5                  | 5           | Minoría  | Felipe Calderón             |
| 2012     | -                                           | -                                           | 2 339 923                                   | 4.9%                                        | 6/128   | 3                | 3                  | 1           | Minoría  | Enrique Peña Nieto          |
| 2018     |                                             |                                             | 2,164,442                                   | 3.81%                                       | 6/128   | 5                | 1                  | Sin cambios | Minoría  | Andrés Manuel López Obrador |
| 2018     |                                             |                                             | 2,164,442                                   | 3.81%                                       | 6/128   | 5                | 1                  | Sin cambios | Minoría  | Andrés Manuel López Obrador |
| 2024     |                                             |                                             | 3,214,708                                   | 5.36 %                                      | 9/128   | 7                | 2                  | Sin cambios | Minoría  | Claudia Sheinbaum Pardo     |

### Gobernaturas obtenidas
|  | 50.61 % |

|  | 48.50 % |

|  | 54.10 % |

|  | 45.30 % |

|  | 33.87 % |

|  | 52.7 % |

|  | 46.98 % |

|  | 39.08 % |

|  | 56.57 % |

|  | 55.49 % |

|  | 37.75 % |

|  | 46.37 % |

|  | 63.58 % |

|  | 47.05 % |

|  | 51.6 % |

|  | 51.5 % |

|  | 43.23 % |

|  | 55.92 % |

|  | 41.9 % |

|  | 37.87 % |

|  | 36.17 % |

|  | 41.76 % |

|  | 43.29 % |

|  | 52.69 % |

|  | 52.9 % |

|  | 38.60 % |

|  | 49.29 % |

|  | 47.54 % |

|  | 50.11 % |

|  | 45.3 % |

|  | 44.67 % |

|  | 50.41 % |

|  | 61.10 % |

|  | 51.81 % |

|  | 85.7 % |

|  | 46.5 % |

|  | 34.9 % |

|  | 48.66 % |

|  | 44.2 % |

|  | 53.5 % |

|  | 49.33 % |